# ヤニック・フート
ヤニック・フート（Jannik Huth、1994年4月15日 - ）は、ドイツ・ラインラント＝プファルツ州バート・クロイツナハ出身のプロサッカー選手。SCフライブルク所属。ポジションは、ゴールキーパー。

## 経歴

### クラブ
地元クラブでのプレーを経て、1.FSVマインツ05に移籍。2014年10月、3. リーガ所属のリザーブチーム初出場。
2018年1月、スパルタ・ロッテルダムにレンタル移籍した。

### 代表
2015年8月、初めて世代別代表の招集を受けた。
リオオリンピック代表メンバーにも選出された。チームは銀メダルを獲得したが、フートに出番はなかった。